# Gmina Markovci
Markovci – gmina w Słowenii. W 2002 roku liczyła 3 798 mieszkańców.

## Miejscowości
Miejscowości wchodzące w skład gminy Markovci:
- Borovci
- Bukovci
- Markovci – siedziba gminy
- Nova vas pri Markovcih
- Prvenci
- Sobetinci
- Stojnci
- Strelci
- Zabovci